# Драган Олексій Сергійович
Олексій Сергійович Драган (нар. 18 червня 1991, Дніпро) — український футболіст, центральний оборонець.

## Кар'єра
Вихованець дніпровської школи Дніпро-75. Перший тренер — Грановський Сергій. У дитячо-юнацькій футбольній лізі України виступав за дніпровську ДЮСШ-12, тренер - Олексій Алєксєєв.
Фк «Фактотум» 2018-2019, команда стала Чемпіоном України з міні-футболу 2018. У 2018 виступав за збірну України з Міні футболу на Чемпіонаті Європи-2018, де був автором першого забитого м'яча збірної Італії. 
Переможець міжнародного турніру Klitschko Cup 2019
За збірну України по міні-футболу провів  8 матчів забив 4 голи

## Статистика клубних виступів
| Сезон     | Клуб                       | Ліга       |
| --------- | -------------------------- | ---------- |
| 2002—2003 | ?                          | Друга ліга |
| 2010—2011 | Дніпро-2                   |            |
| 2012      | Колос (Зачепілівка)        | Аматори    |
| 2012      | ФК Днепропетровск (Дніпро) | Аматори    |
| 2013—2014 | ВПК-Агро                   | Аматори    |
| 2015      | УВД (Дніпро)               | Аматори    |
| 2016      | ФК Вибір (Пляжний футбол)  | Вища ліга  |
| 2017      | М'ясна Традиція (футзал)   | Друга ліга |
| 2018      | Легіон (Дніпро)            | Аматори    |
| 2018      | Межигір'я (Нові Петровці)  | Аматори    |
| 2018—2019 | Фактотум (міні футбол)     | Аматори    |
| 2019      | Патріот (Київ)             | Аматори    |